# ديوك ميتشيل
ديوك ميتشيل (بالإنجليزية: Duke Mitchell)‏ هو مغني ومخرج وممثل أمريكي، ولد في 26 مايو 1926 في الولايات المتحدة، وتوفي في 2 ديسمبر 1981 بهوليوود في الولايات المتحدة.

## وصلات خارجية
- ديوك ميتشيل على موقع IMDb (الإنجليزية)
- ديوك ميتشيل على موقع ألو سيني (الفرنسية)
- ديوك ميتشيل على موقع أول موفي (الإنجليزية)
- ديوك ميتشيل على موقع قاعدة بيانات الفيلم (الإنجليزية)
- ديوك ميتشيل على موقع كينوبويسك (الروسية)